# Прокопьево (Грязовецкий район)
Прокопьево — деревня в Грязовецком районе Вологодской области.
Входит в состав Юровского муниципального образования, с точки зрения административно-территориального деления — в Покровский сельсовет.
Расстояние до районного центра Грязовца по автодороге — 18,5 км, до центра муниципального образования Юрово по прямой — 14 км. Ближайшие населённые пункты — Васюково, Погиблово, Барское.
По переписи 2002 года население — 4 человека.